# Pelochrista invisitana
Pelochrista invisitana es una especie de polilla perteneciente al género Pelochrista, categorizada en la tribu Eucosmini, de la subfamilia Olethreutinae.

## Distribución
Se distribuye por Turquía.

## Taxonomía
Fue descrita por Kuznetzov en 1986 y publicada por primera vez en Vestnik Zool. 1986 (4): 24.